# Michèle Le Dœuff
Michèle Le Doeuff, francoska filozofinja, pisateljica, feministka, * 1948.
Ukvarja se z analizo besedil sedanjih, tako kot tudi preteklih avtorjev, Platonom, F. Baconom, Thomasom Morom,  Simone de Beauvior, Kate Millett, idr. V preteklih avtorjih raziskuje  izvora in obsega mizoginične množice podob in refleksov tako v preteklosti, kot tudi sedanjosti, ki se držijo sovražnega razmišljanja o ženskah v širši družbi, znanosti in filozofiji. Sprašuje se o temeljnih problemih in mejah filozofije, pri tem izpostavlja, naravo samega sebe, filozofsko etiko ter položaj žensk v družbi in filozofiji.

## Življenje
Michèle Le Doeuff je ena izmed vodilnih francoskih filozofinj in ena najpomembnejših feministk današnjega časa. Kot najstnica je končala srednjo šolo v Quimperju, nato pa šolanje nadaljevala na École normale supérieure Fontenay-aux-Roses1. Leta 1971 je diplomirala iz filozofije, nato pa kasneje leta 1980 še doktorirala na Sorboni. Leta 1993 je bila vodja raziskav na Univerzi v Nanterru, hkrati pa je postala direktorica oddelka za raziskovanje v znanstvenem raziskovalnem centru v Parizu (Centre National de la Recherche Scientifique, Paris). Postala je tudi predavateljica na École normale supérieure v Fontenay-Saint-Cloud, nato kariero nadaljevala kot profesorica ženskih študij na Univerzi v Ženevi in bila Weidenfeldov gostujoči profesor (Weidenfeld Visiting Professorship) na Univerzi v Oxfordu v šolskem letu 2005/6.

## Filozofija
V svoji dolgoletni karieri je napisala kar nekaj del. Med bolj uspešnimi je bilo delo "Le Sexe du savoir" (1998), ki je bilo prevedeno v angleščino kot "The Sex of Knowing" (2003). Opisuje in razlaga, kako je bila ženskam odvzeta pravica pridobivanja znanja, vendar ne zato ker bi imele nepomembno ali drugačno mnenje, pač pa zato, ker so ženske. Hkrati se pisateljica v besedilu sprašuje o razmerju med spolom in intelektom in razmerju med moškim in žensko.
Zelo priznano delo je tudi "L’Etude et le route" (1989), ki je bilo prevedeno kot "Hipparchia’s Choice" (1991), iz katerega je vzet njen slaven citat: »Biti filozofinja in biti feministka je eno  in isto. Feministka je ženska, ki ne dopusti, da bi kdorkoli razmišljal v njenem imenu.« V zbirki se sprašuje o filozofskih vprašanjih, saj naj bi bila filozofija edina, ki lahko doseže čisto jasnost in katero izoblikujejo jezik, metafora in moč. Avtorica daje poseben prispevek feministkam, saj te jasno vidijo, kako so z vključitvijo družbene moči diskurzi povzdignjeni na filozofsko raven.
Leta 1980 je napisala še delo "Recherches sur l'imaginaire philosophique", katerega je deset let kasneje prevedel Colin Gordon kot "The Philosophical Imaginary".

## Dela
- Recherches sur l'imaginaire philosophique (1980), prevedeno kot The Philosophical Imaginary, prevod Colin Gordon (1990)

- L'Étude et le rouet (1989), prevedeno kot Hipparchia's Choice, prevod Trista Selous (1991)

- Le Sexe du savoir (1998), prevedeno kot The Sex of Knowing, prevod Kathryn Hamer and Lorraine Code(2003)

- Ni slovenskih prevodov.